# Digital Hits FM
Digital Hits FM és una cadena de ràdio privada, que emet una radioformula musical basada en els grans èxits de la música dance, de la dècada dels 90 i dels 2000, fins a l'actualitat. Es caracteritza per ser una ràdio musical en català que combina programes musicals, d'entreteniment, espais d'informació territorial i programes amb discjòqueis de renom internacional.
L'emissora pertany a Digital Hits Audiovisual i el Grup Mola Media (Mola TV) i va iniciar les seves emissions l'11 de setembre de 2013. Actualment, emet a gran part de Catalunya i els seus estudis centrals es troben a Barcelona. Els programes territorials s'emeten des dels estudis de Vilafranca del Penedès, Tremp, Vic i Tortosa, respectivament.